# Треће намесништво (1889—1893)
Треће намесништво управљало је Србијом у име малолетног Александра Обреновића између 1889. и 1893. године. Чинили су га Јован Ристић, Јован Белимарковић и Коста Протић. 

## Позадина
Крајем лета 1888. године, Милан Обреновић је донео одлуку о абдикацији. Аустроугарска влада убеђивала га је да нема разлога за тако нешто, а нови немачки цар Вилхелм II га је писмом од јануара 1889. године бодрио да истраје на свом положају. Ипак, то није помогло. Милан је имао неколико личних и политичких разлога за абдикацију. Личне је и сам често истицао: умор, ментална сломљеност, страх од лудила и сукоб са краљицом. Ту су били и финансијски разлози. Политички разлози углавном су се односили на спољнополитичку оријентацију краља: Русија је била његов смртни непријатељ. У припремању Миланове абдикације учествовала је аустроугарска влада. Она је настојала да свим силама доведе на власт намесништво које ће поштовати одредбе Тајне конвенције. И Милан и аустроугарске власти су на челу намесништва могле видети једино Јована Ристића. Децембра 1888. године Ристић је упознат са Тајном конвенцијом. Он је пристао да влада у складу са њом уколико се испуне неки услови: да се прошире аустроугарске обавезе у погледу спречавања да црногорске и карађорђевићевске чете упадну у Србију, да Аустро-Угарска помогне Србији у њеном територијалном проширењу ка југу и да спречи бугарске и грчке намере у погледу Македоније. Јануара 1889. године вођени су преговори са аустроугарском владом који су завршени потписивањем Протокола којим је Тајна конвенција продужена до 1895. године. Протокол је потписао Чедомиљ Мијатовић који није знао да је у преговорима учествовао Ристић. Аустро-Угарска преузела је обавезу да помогне Србији да се прошири у правцу Вардарске Македоније и да спречава сваки упад непријатељских чета у Србију. Ристић је потом дао изјаву да ће као први намесник извршавати међународне обавезе Србије преузете Тајном конвенцијом. Аустроугарска дипломатија тиме је задовољена. 
Поред Ристића, у намесништву је био и краљев поузданик генерал Коста Протић, велики непријатељ Наталије. Постојао је предлог да трећи човек буде Сава Грујић, али Милан на том месту није желео радикала, те се определио за Јована Белимарковића. Својим министрима Милан је саопштио да ће абдицирати три дана пре саме абдикације. Никола Христић му је дао оставку на место председника владе. Абдикацију је Милан свечано објавио на дан проглашења Краљевине, 6. марта 1889. године. 

## Владавина Трећег намесништва
После доношења Устава из 1888. године, краљ Милан је јануара 1889. године сазвао ужи Уставотворни одбор са задатком израде Изборног закона. Он је најпре требало да проучава изборне законе других европских држава и на основу њихових модела израдити српски. Проучавани су изворни системи Енглеске, Данске, Француске и Шведске. Спровођење парламентаризма после Миланове абдикације пало је у задатак Намесништву Јована Ристића, Јована Белимарковића и Косте Протића. Они су мандат за састав владе поверили Радикалној странци, односно Сави Грујићу. На захтев самог Милана, Намесништво је другог дана своје власти донело указ о помиловању Николе Пашића. Радикали су по доласку на власт постављали своје партијске другове на све значајније функције. Након што су постали намесници, Ристић и Белимарковић поднели су оставке на чланство у Либералној странци. За новог председника странке изабран је Јован Авакумовић. И прваци радикалне и напредне странке одлучили су да донесу нове програме својих странака. Напредњаци, под председништвом Милутина Гарашанина, на састанку Главног одбора странке у Београду 26. маја 1889. године доносе нов програм странке који се суштински не разликује од програма из 1881. године. Нови статут прилагодио је правила странке у односу на Устав из 1888. године (углавном се морало прилагођавати административној подели). Учесници збора нападани су камењем, па су се морали склонити у Велику пивару. Дошло је и до пуцњаве у којој је погођен један од нападача. Гарашанин се једва успео склонити у Министарство унутрашњих послова. 
Скуп Главног одбора Радикалне странке одржан је у Нишу 9. јуна 1889. године. Донети су нови статути и завршена организација странке која је растурена након гушења Тимочке буне. Пашић је величао Устав из 1888. године. Прва законодавна скупштина након Устава из 1888. године заседала је готово седам месеци. Грујићева влада донела је неколико закона који су означили почетак реализације програма Радикалне странке. Законом о пословном реду у Народној скупштини усложњена је законодавна процедура, јер Скупштина, без претходног мишљења Државног савета, није могла претресати ниједан законски предлог. Опозицији је тако омогућено учешће у расправи, поготово по питању буџета. Законом о општинама општине су дефинисане као административне и политичке, самоуправне јединице. Општина је морала имати 200 пореских глава. Општинске органе бирао је народ на збору и то јавним гласањем. Плате кметова биле су мале, а положај несигуран. Законом о избору народних посланика остао је имовински цензус од 15 динара. Право гласа имао је сваки Србин са навршеном 21 годином живота. Законом о министарској одговорности проширена је одговорност министра. Право да оптужи министра имао је краљ и Народна скупштина. Министрима је судио тзв. „Државни суд“ састављен од 8 чланова Државног савета и 8 чланова Касационог суда, бирани коцком. Грујић је поднео оставку фебруара 1891. године због сукоба са неким радикалских посланицима. Нову владу саставио је Никола Пашић. Пашићева влада донела је Закон о штампи и Закон о зборовима. За покретање новина подносила се пријава властима, а оне су их могле забранити у случају увреде домаћег или страног владара. Другим законом отклоњено је мешање полиције у зборове. На затвореном су се зборови могли одржавати без икакве дозволе, а за отворене зборове тражила се пријава. Полиција није обезбеђивала збор, већ председник збора који је могао позвати полицијске власти у помоћ. Полицијске власти без његовог одобрења нису могле распустити збор. 
Пашићева влада суочила се са проблемом надзора родитеља над малолетним Александром. Присуство Милана и Наталије у земљи правило је велике проблеме Намесништву. Милан је пристао да напусти земљу за 3 милиона динара и да се у њу не враћа до Александровог пунолетства. Милион је добио одмах. Милан се одрекао српског држављанства и краљевских права. Радикалска влада донела је резолуцију којом је дозвољено удаљавање Наталије из земље. Либерали на челу са Авакумовићем оштро су нападали радикале због насилног протеривања краљице из земље. Скупштина је донела Закон о удаљавању краљевих родитеља из земље при чему је иступила из оквира својих овлашћења. 

### Радикалске владе
Радикалске владе које су добиле мандат на основу изборних резултата и огромне премоћи радикала у Скупштини намеравале су, као и страначка већина, да Намесништву уделе ограничену и титуларну функцију, идентичну оној коју су наменили касније и за владара. Парламентарни поредак уведен Уставом из 1889. године био је непознат српској политичкој и друштвеној сцени. Утолико је задатак Намесништва био тежи. Оно је требало да затупа уставна права Круне у време када су радикали, после деценијског сузбијања, тријумфално ступили на политичку сцену, журећи да поставе своје људе у све сфере државног и јавног живота. Равнотежу између представника Круне, с једне, и Скупштине и министара, с друге стране, а коју је краљ Милан имао у виду приликом писања Устава било је, због силине Радикалне странке, тешко, можда чак и немогуће постићи. Пред намесницима је била озбиљна и неравноправна борба, понајвише у дневној и унутрашњој политици уотиште, Нестабилност система унутрање политике огледао се и у чињеници да је промењено пет влада за нешто више од четири године, зито значи да су владе у просеку биле на управи мање од годину дана (9,8 месеци). Намесништво је састав владе, у складу с новим Уставом, поверило најјачој странци, која је имала највећи број посланика у Скупштини, а то је била Радикална странка. Радикали су, за време трајања Намесништва имали две владе Саве Грујића (1889—1890. и 1890-1891) и две владе Николе Пашића (1891–1892) – укупно три године и седам месеци на власти и, до краја Намесништва, владу либерала Јована Ђ. Авакумовића (1892—1893) у трајању од непуних осам месеци.

#### Владе Саве Грујића
На изборима 26. септембра 1889. године радикали су освојили убедљиву већину и Намесништво им је поверило састав владе. Владу је 23. фебруара 1889. године образовао генерал Сава Грујић и она се сврстава у ред умеренорадикалских влада. Она је била на управи до 28. марта 1890. године, када је шест њених чланова било изабрано у састав Државног савета. Реконструисана, с истим председником, друга Грујићева влада била је на управи од 28. марта 1890. до 23. фебруара 1891. године. Законодавство прве Грујићеве владе означава почетак реализације програма радикалне странке. Реч је о следећим законима: Закон о пословном реду у Народној скупштини 1889. којим је усложњена законодавна процедура; Закон о општинама 1889. – мале општине, по жељи сељака (200–300 пореских глава) и слободан избор органа локалне самоуправе; Закон о општинским кошевима 1889, обнова установе кошева, запостављене после ратова са Турском 1876–78, за неродне године; Измене и допуне Закона о непосредном порезу 1889 – смањење оптерећења на земљишни посед. Радикалска скупштинска већина често је била веома незадовољна законским предлозима, будући да се тај програм остваривао постепено и није био апсолутно доследан програмским начелима.
Ристићеве страначке колеге биле су врло незадовољне држањем Намесништва по питању поделе службених положаја како на државном, тако и на локалном нивоу. Ристић се привремено одрекао председништва у странци, Народно-либералној, јер високи положај намесника није дозвољавао ангажовање на страначком пољу. Његове страначке колеге су му то озбиљно замериле, пребацивши му да их се он одриче пошто је захваљујући странци достигао високу позицију, а да се претходно с њом није ни консултовао. Када је шеф либерала поверио састав владе радикалима дошло је до озбиљних знакова расцепа у странци. Одмах су почеле да се " шире вести да Главни одбор Радикалне странке тражи из унутрашњости спискове чиновника које из партијских обзира треба отпустити из државне службе и да по варошима раде тајни одбори Радикалне странке који већају о отпуштању чиновника и постављању нових. Старо неповерење између радикала и либерала, тим отпуштањима с посла, само је више продубљено. Нове позиције запосели су заслужни кадрови Радикалне странке. Смене у чиновничком апарату либерали су прихватали са страхом за сопствени опстанак. Намесништво је било немоћно да се томе супротстави. Најпре је за пет месеци извршена комплетна замена у полицијској струци, до писара најнижег ранга. Остала је само полиција Града Београда, јер су намесници одбили све кандидате министра унутрашњих дела Таушановића. Таушановић је, тако велике промене у ресору полиције правдао „интересима службе“, разумом и намером да поврати ауторитет властима, који је систематски у претходној деценији урушаван, док је Сава Трујић чиновнички размештај објашњавао потребама за „подобним и савесним“ чиновницима који ће владу помоћи у спровођењу реформи. Следила су наименовања за важне државне институције, Државни савет и Главну контролу, која врши преглед завршних рачуна, упоредо с променама у судској и војној струци. Пензионисања чиновника нису престајала ни после више од годину дана. Пензионисања тих размера у Србији до тада нису практикована, а била су погубна по већ изузетно лоше финансије јер су оптеретила државну касу.
Постављање нових чланова Државног савета било је прво критично питање око којег су Намесништво и влада озбиљно поделили мегдан. По Уставу, требало је да краљ (односно намесници) и Скупштина дају своје листе кандидата, од којих Скупштина бира са намесничке листе осам, а Намесништво са скупштинске листе исто толико чланова. Будући да је било речи о врло заштићеној државној служби, место државног саветника је било пожељно за многе. Такође, Државни савет је по новом уставу имао врло важна административна овлашћења, те није било упутно да постане партијско тело. Настао је неспоразум кад је било речи о избору личности које је Намесништво предложило, тако да је личило на право ценкање, јер радикали нису пристајали на поделу пола-пола. Они су тражили да и у намесничкој листи буду два радикала, који би са скупштинских осам чинили десет од укупно шеснаест чланова. Први намесник није био спреман на попуштање, међутим, слабост либерала који би ушли у комбинацију за нову владу била је таква да на новим изборима они вероватно. не би добили већину. Намесништво је на крају морало да попусти, а у Државни савет изабрано је десет радикала од којих су чак шесторица били чланови владе, пет либерала и један напредњак. Установу Главне · контроле попунили су такође радикали, у Касацији и у Апелацији су били у већини. Међу именованима је било и људи који су тако високе положаје заузели не по способностима и заслугама, већ по партијској основи. А, било је и случајева где се нису поштовале уставом прописане квалификације. Чак је и председник владе Сава Грујић сам себи потписао Указ којим се поставља за члана Савета, и то по сопственом предлогу, а затим Указ којим се поставља и даље за министра председника. Влада је намеравала да размести многе судије на друга места, али су на интервенцију Намесништва одустали. После годину дана од преузимања власти радикали су постигли несумњиву превласт у кадровским питањима у врху државе, као и на локалним нивоима. Напредњаци су, слично као 1887. године, били изложени јавном терору и линчу. Због непостојања личне безбедности, Намесништво и влада су озбиљно критиковани.
Друга Грујићева влада је у редовном скупштинском зазиву у 1890. и 1891. години остварила видне резултате у законодавству. У скупштини су усвојени: Закон о изборима народних посланика, Закон о министарској одговорности, Закон о уређењу округа и срезова– установљени органи окружне самоуправе, Закон о истражним судијама– по први путу Србији; Измене и допуне Закона о Војсци (Редовна војска у једном позиву и Народна у I и II позиву, али без права држања оружја); Закон о првом српском Бродарском друштву 1890, Измене и допуне Закона о сеоским дућанима (изричито назначени предмети продаје и забрањена продаја луксузне робе). Резултат новог законодавства је након две године био видан: децентрализација управе, ослобађање полицијског притиска не само у изборном поступку већ и у страначком животу уопште и концентрација власти у рукама Радикалне странке. Она је била господар ситуације како у локалној самоуправи, тако и у Скупштини, у влади, у Државном савету, судовима.
Потреба Намесништва да истиче хармонију и слогу између њега и владе сигурно је проистекла из обостране жеље да се стане у чврст фронт према краљу Милану и краљици Наталији, будући да управо у то време пада расплет у односима Намесништва и владе према краљевим родитељима. Међутим, то није било довољно да се Грујић одржи. Његова вледа. имала је све време проблема у Скупштини, а трзавице с краљевим родитељима достигле су врхунац. Грујић се повукао, а Намесништво је мандат за састав нове владе понудило тадашњем председнику Скупштине, Николи Пашићу. Прва Пашићева влада образована је 23. фебруара 1891. године и била је на управи до 2. априла 1892, а друга од 2. априла до 21. августа исте године. Мотив Намесништва да се определи за вођу Радикалне странке, чије се присуство у земљи није до тада нарочито осећало, били су понајпре „дворски рачуни“ које је ваљало рашчистити.

#### Владе Николе Пашића
За време трајања прве и друге Пашићеве владе односи са Намесништвом били су веома складни. У унутрашњој и спољкој политици није дошло до промене правца. У законодавству се наставило с тенденцијама децентрализације власти и обезбеђивања политичких права грађана. Скупштина је у априлу 1891. године усвојила два важна политичка закона: Закон о зборовима и удружењима утврђена је слобода сваке врсте јавног удруживања и отклоњена је могућност полицијског надзора; Законом о штампи била је онемогућена цензура, а за учињене кривице одговарало се пред редовним судовима. Исте године влада је успешно радила са Скупштином на привредним, финансијским и пореским законима: закон о трошарини (повећање трошарине на луксузне производе); Закон о Привредном савету; Пореска реформа 1891. којом је повећан порески терет високим чиновницима и трговцима; Закон о шумама којим је забрањено крчење шума. Следеће године, тј. 1892, донети су важни закони: Закон о Трговачкој школи 1892, Закон о уређењу Државног сточарског завода 1892, Закон о занатлијским школама 1892, као и Закон о Главној контроли 1892. године, Уочљиво је да нема закона о чиновницима, као ни просветних закона. Ипак, рад радикалских влада може да се оцени као реформаторски и успешан у стварању основа за привредно и финансијско оздрављење земље. Буџетски дефицити су за време радикалских влада смањени, али не и уклоњени. Обновљени трговински уговор с Аустроугарском из 1892. није поправио положај Србије у трговинској размени с Аустроугарском монархијом, док је нови трговински уговор с Русијом ступио на снагу тек у децембру 1893. године.

## Криза
До прве озбиљне кризе у земљи дошло је након смрти намесника Косте Протића 16. јуна 1892. године и то око питања његовог наследника. Устав је предвиђао да у том случају преостала два намесника наставе са радом, док ће се састати Скупштина и изабрати трећег намесника. Председник владе Пашић био је најозбиљнији кандидат за намесника. Белимарковић и Ристић били су против тога, а Ристић и Пашић нису се могли сложити ни око времена и начину избора трећег намесника (намесници су били против уставне процедуре). Пашић је дао оставку, а за новог председника владе постављен је либерал Јован Авакумовић, мада су либерали у скупштини имали само 10 посланика. Малолетни краљ Александар све више времена проводи са либералима (Ристић, Авакумовић) који покушавају да га привуку на своју страну. До сукоба Ристића и краља дошло је око питања аболиције Александрових родитеља коју је краљ захтевао, а Ристић одбијао. Краљ мења свој став према намесницима и либералима. Митрополит Михаило је 3. марта 1893. године поништио акт којим се брак Милана и Наталије прогласио неважећим и дао свој благослов за обнову брачне везе. Наталија је писала сину да неће доћи у Србију као пролазник ни путник и наводи разлоге своје нетрпељивости према намесницима. И то је утицало на краљеву одлуку о државном удару. 
Александар је преко ађутаната испитивао расположење војске према либералној влади. Показало се да војска не гаји симпатије према либералној, као ни према претходној радикалској влади. Политичка ситуација била је све тежа. Радикали траже од краља заштиту од либерала, мада се власт и даље не налази у његовим рукама. На изборима за Скупштину либерали и радикали добили су исти број гласова (65). Ристић је одбијао да разговара са краљем о изборним неправилностима. На крају је Милану и либералима остала само једна опција – да Александар превремено преузме власт. Бивши гувернер Лазар Докић уверавао је у Бечу бившег краља Милана да ће државни удар организовати Радикална странка и да ће, стога, Александар имати подршку већине народа. 

## Државни удар краља Александра и пад Намесништва
Дан уочи државног удара прецизан план није постојао. Краљ је послеподне позвао првог ађутанта Илију Ћирића и наредио му да исте вечери затвори намеснике и министре. Мајор је сматрао да је једно вече премало како би се организовао тај чин, те је планирани дан за државни удар померен за сутрадан, за четвртак 13. април 1893. година. Договорено је да краљ позове намеснике и министре у двор, како би се нашли на једном месту. Вечера је заказана за осам сати увече. Ћирић је свој договор са краљем саопштио свим трупама, а на своју страну привукао је и војном снагом двора (177 људи) која је требало да запоседне двор и Министарство унутрашњих послова. Већ у 20:45 часова све је било свршено. Када се застало код печења, ађутант је обавестио краља да је све готово и да су војне снаге преузеле град. Краљ је устао и обавестио манеснике и министре да преузима власт и затражио њихове оставке. Војска је скандирала у предсобљу. Прочитан је и краљев указ о новој влади. Намесници и министри који нису хтели потписати оставке су уз војну пратњу одведени кућама. Државни удар краља Александра није наишао на осуду народа. Незаконита владавина либерала збачена је незаконитим државним ударом. Радикали су обезбедили краљу подршку народа. Радикалски „Одјек“ назива краља „Александром Великим“ и „спасиоцем“ Србије. Велике европске силе примиле су вести без речи протеста. Аустроугарски посланик у Београду рекао је да је преврат извршен „тајно“ и „неочекивано“, али да је завршен „срећно“. Русија је поздравила долазак радикала. У Француској такође није било неповољних коментара. Напротив, штампа је одобравала краљев поступак. 

## Спољна политика Намесништва
Пре силаска с престола краљ Милан је уговорио допуну Тајне конвенције из 1881. године, којом је њена важност продужена до 13. јануара 1889. године. То је значило да, за разлику од унутрашње, великих заокрета у спољној политици неће бити. Пошто су утаначени чланови Додатка (најважнији чланови садржани су у следећем: да се аустрогарска влада обавезује да спречи сваки упад непријатељских чета у Србију, и то оружаном силом ако би ишао с њене територије и политичким посредовањем ако би ишао с територије Турске; по „прописима Устава Краљевине Србије" стављена је у изглед могућа војна сарадња с Монархијом; Монархија се обавезала да сама призна и код других сила потпомогне територијално проширење Краљевине Србије у правцу Вардарске долине „толико далеко колико прилике буду допустиле"; Монархија је начелно обећала помоћ Србији у консолидовању економског и финансијског стања), Јован Ристић је у писму краљу од 12. фебруара 1889. године дао формалну изјаву да ће као први намесник извршавати међународне обавезе, закључене за време владавине краља Милана, а затим су то исто, писменим путем потврдила сва тројица намесника. Радикалски министри нису знали да постоји такав документ, па су од самог почетка заузели чврст став према Бечу, а у заштиту српских привредних и националних интереса.
Аустро-Угарска је веома зазирала од промењеног стања у Србији изазваног абдикацијом краља Милана, а посебно је била незадовољна радикалском штампом, која је отворено претресала положај Срба под туђинском влашћу и није се устезала у изражавању родољубивог и националног заноса. Намесници су уверавали посланика Хенгелмилера да се политика Србије према Аустро-Угарској ну у чему неће променити од оне која је вођена за време краља Милана и да Намесништво преузима на себе поштовање међународних обавеза, а на основу постојећег уговора између две земље. Председник владе Калноки био је веома груб у опоменама Србији, претећи јој њеном економском зависношћу од Монархије и географским положајем који јој не даје могућност да изађе из аустроутарске сфере утицаја. Цар Фрања Јосиф имао је много тактичнији наступ, Он је посланику Петронијевићу у нешто блажој форми, али у више наврата, подвукао да очекује коректно држање српске владе, а да ће он заузврат продужити „према краљу сину она иста пријатељска расположења која је гајио према краљу оцу“. Цар је још изразио своје наде у првог намесника, у његову интелигенцију и искуство да у земљи одржи ред и мир, финансијско стање поправи, а спољну политику продужи у оном правцу којим се кретао краљ Милан. Даље, цар је поручио Ристићу да Монархија не намерава да се меша у унутрашње послове Србије, али да очекује да се спољна политика Србије води коректно, и да су две земље умногоме упућене једна на другу. Године 1889, па и 1890, у Бечу је владало велико неповерење према Намесништву и његовој снази, као и могућностима да одржи ред и мир у земљи. При томе, Беч је подозревао од могућности да се Србија сасвим окрене Русији и да ће, упркос обећањима, Тајна конвенција постати беспредметна. Такође, страх од јачања националне политике у Србији био је стално присутан. Она је будно надгледала војне реформе и наоружање српске војске и смирила се тек када је дошла до сазнања да су за топове и пушке потребни милиони које Србија нема, а да је од 70 до 80 одсто пушака скоро неупотребљиво.
Повратак митрополита Михаила био је први корак на који сусеи намесници и радикалска влада определили, чиме су послали јасан сигнал Петрограду да су спремни да поправе своје односе с Русијом. Уследила је моментална реакција Беча да се с том ствари не хита, јер повратак митрополита може да доведе до погоршања односа две земље. Након консултација с министрима, и дојаве из Управе вароши Београда да се спремају демонстрације против помпе која се спрема за дочек митрополита Михаила, Намесништво је одлучило да се либерални Одбор за дочек митрополита распусти, а дочек препусти приватној иницијативи. Ристић је извештен из Петрограда о времену поласка митрополита за Србију, траси пута и о величанственој аудијенцији митрополита код цара, царице и престолонаследника. Цар је митрополиту строго запретио да се меша у спољну политику и наложио му да остане веран традицији свог народа и да слуша Ристића. То је требало да умири и увери Намесништво и владу да ће повратак митрополитов у земљу бити без спољних компликација. Митрополит је, паробродом Делиград приспео у Србију 20. маја 1889, у 11 сати увече. Био је дочекан с одушевљењем. Митрополит је сутрадан био код намесника и преговарао о повратку на свој ранији положај. Припремљене пропозиције предао је влади. Тако је отворено "црквено питање", које је убрзо окончано пензионисањем неканонске и успостављањем канонске јерархије, 8. јуна 1891. године.
Одржавању напрегнутих односа допринела је и манифестација краљевог миропомазања у Жичи 2. јула 1889. године, мада је цела светковина обављена тихо и без публицитета. Хенгелмилер је тај чин оценио као јачање великосрпских идеја и зато директно супротстављен Аустро-Угарској и њеној управи у Босни у Херцеговини. Хенгелмилер је убрзо напустио Србију. Представљање новог аустроугарског посланика Темела пало се у јулу месецу када у престоници нису били ни краљ Александар, нити намесници Протић и Ристић, Аустро-Угарска је повлачила свог посланика и слала новог без претходне консултације са српском владом и без агремана, што је било мимо свих дипломатских правила. Ристић је давао Грујићу пуно право да такво понашање Беча ослобађа и српску страну да се убудуће руководи важећим дипломатским поступком приликом постављања свог представника у Бечу и захтевао је да се одмах та ствар „изведе на чисто", Темела није пратио добар глас, још док је био посланик у Црној Гори и Ристић је одмах изразио зебњу да ће с њим бити проблема. Шеф аустроугарске дипломатије Калноки тврдио је да су агремани обичај који се поштују између владара, те да они не могу да траже агреман од намесника. То је био увредљив поступак за намеснике и казивао је много о нерасположењу Беча према њима.
Нису биле ретке манифестације у којима су се јавно и демонстративно истицале пијемонтска улога Србије међу Јужним Словенима и нерасположење према суседној Монархији. Међутим, временом, и Беч је почео мање да обраћа пажњу на чланке у српској штампи који одишу националним набојем, а више да се руководе оним што на пољу спољне политике чине Намесништво и његова влада. Тако су ускоро закључили да стање у Србији није опасно по Монархију.
Прве мере притиска на Србију предузете су у јуну 1890. године затварањем угарских пијаца за извоз живе стоке из Србије. Спор је до јесени изглађен, а у скупштинској Беседи је високим тоном наглашено да су односи с Монархијом нормализовани пријатељским споразумом, а одржавање таквих односа у будућности истакнуто је као најважнији задатак српске спољне политике. То је било поучно за Грујићевог наследника Пашића, који је у знатној мери успео да ублажи писање домаће штампе о Монархији. У почетку се од Пашића пуно зазирало, а посланик Темел отворено га је називао пред Грујићем „председником републике", када је овај био на функцији председника општине, Може се, међутим, рећи да су после две године од абдикације краља Милана Намесништво и Пашићева влада успели да доведу српско-аустроугарске односе до обостране коректности. Томе је много допринела посета краља Александра пару Фрањи Јосифу у Ишлу, по повратку из Русије 1891, а у пратњи првог намесника и председника владе. Краљ је био врло љубазно дочекан и угошћен, уз указивање највиших почасти. У Ристићево убеђивање да су односи Србије и Русије „пијететски“, у Бечу се у то није много веровало. Тамо су сви либерали окарактерисани као „искрени пријатељи Русије“. Антиаустријско расположење српског мњења само је потврђено посетом краља Александра Фрањи Јосифу. Српска штампа је готово игнорисала тај догађај. Пад Пашићеве владе је, ипак, у Бечу дочекан с великим олакшањем и надом да је дошло до фијаска Радикалне странке. Нова либерална влада је, по мишљењу Беча, била такође русофилска, али се сматрало да ће она, потпомогнута намесништвом, „своје личне симпатије довести у склад са стварним интересима Србије".
Намесништво и прва Грујићева влада били су хитри да односе с Русијом, који су скоро читаву деценију били прекинути, што пре поправе. Од тројице намесника, у Русији су познавали само Јована Ристића, док су им личности Белимарковића и Протића биле непознате. Цар је одликовао српског краља, али не Орденом св. Андрије Првозваног који се обично додељивао сувереним владарима, већ Орденом св. Александра Невског, а у телеграму је написао да ће време показати како ће српски краљ водити своју политику. Ристић је веома ценио руско заузимање у смиривању и задржавању краљице Наталије на Криму. Цар Александар Ш лично је дао инструкције посланику Персијанију и у њима је изразио своје најискреније расположење према младом краљу и обећање да ће престо краља бранити „од свега и свакога“ У новооствареним контактима искрсло је неколико, са становишта Србије, важних питања с Русијом: питање о повратку митрополита Михаила, које је било чисто принципијелно и прво је решено као предуслов за нормализацију билатералних односа; преоријентација српске економије с Аустро-Угарске на Русију која је, услед удаљености две земље и стања руске привреде и финансија, била немогућа; активно помагање српских националних тежњи у Македонији и Босни и Херцеговини, на шта Русија није била спремна због могућих компликација са Бечом и Цариградом. Са руске тачке гледишта, Србија није ни требало да се бави питањима „високе“ политике, већ да се усмери на унутрашње задатке; васпитање краља, уређење финансија и унапређење привреде, као и решавање црквеног питања. Дакле, Србија није могла да има некакву конкретну корист од поправљања односа с Русијом, То је био више морални успех у очима русофилски оријентисаног српског народа, затим оправдавање радикалске програмске тачке која Русију узима за главни осланац спољне политике, и, свакако, дипломатска подршка Намесништву и династији, која није била безначајна у време велике нестабилности унутрашњег и спољнополитичког положаја Србије. Зарад стабилизације режима, шеф руске дипломатије Гирс је неколико месеци с успехом заустављао краљицу у Јалти и саветовао јој стрпљење, а затим је руска Камско-Волшка банка дала зајам краљу Милану од два милиона рубаља. Руска помоћ је утолико значајнија јер је стизала у пресудним тренуцима који су могли да обезглаве целокупни поредак успостављен 6. марта 1889. године. Пашићев план да се краљеви родитељи законским путем удаље из Србије јер штете угледу престола и онемогућавају режиму да се стабилизује, подржали су и руски цар, и министар Гирс.
Ристић је подржавао напоре Владе да се у процесу економског осамостаљивања Србије пронађу начини како да се остваре обострани трговачки интереси између Србије и Русије. Он је лично угостио неколико руских привредних делегација и појединаца у јесен 1889, на пролеће 1890, и у фебруару 1892, надајући се томе да се могу искористити позитивна расположења руских интелектуалних и привредних кругова према Србији. Ипак, до трговачког уговора с Русијом морало је да се сачека до 1893. године, а и тада обим размене није био импозантан нити ослобађајући за Србију. И покушај да се у Русији подигне зајам за сређивање српских финансија завршен је неуспехом, мада је Русија помогла да се у Француској добије десет милиона за откуп експлоатације српских железница. Пошто је и Русија била корисник страног капитала, није могла да изађе у сусрет српским жељама. Тако је Србија још читаву деценију морала да остане у аустроугарској привредној орбити. Ипак, тај период је важан зато што у њему настају и развијају се идеје о реализацији Јадранске железнице, затим Тимочке железнице, настају први озбиљнији пројекти, проучавају се привредне структуре двеју земаља, оснива се Српско паробродско друштво које успоставља сарадњу с руским Црноморско-дунавским бродарским друштвом.
У јануару 1891. Ристић се обратио руском цару, овога пута у вези с планом да реализује посету краља Александра Русији. У том писму Ристић обећава истрајност на путу промене спољне политике Србије у складу с „осећањима српског народа, а у духу традиционалних, историјских и политичких веза које постоје између две земље. Он није пропустио да истакне заслуге Русије у прошлости за развој српске нације и државе. Десетогодишњицу од ступања на престо цара Александра Ш Ристић користи као добар повод да предложи посету малолетног српског краља његовом царском величанству. Годину дана раније у Русију је ишао Пашић и био је одлично примљен. Први намесник је демантовао прави разлог његове посете, вођење преговора у вези с трговинским уговором и набавка наоружања за српску војску. То је био добар увод за организацију посете царском двору у лето 1891. године. Баш тада је дошло до формирања Пашићеве владе, те је цар у одговору на Ристићево писмо изјавио српском посланику да ће и убудуће помагати Србији и да верује у Пашића и његову енергију. После не малих скандала изазваних удаљавањем краљевих родитеља из земље, услед чега је опао и углед династије, и углед политичког поретка у земљи, Ристић је почео интензивно да припрема посету краља Русији, надајући се поправљању нарушеног рејтинга.
Према плану првог намесника, краљ је у петнаестој години био спреман за прве званичне посете европским дворовима, мада то није био обичај у дипломатском свету. Редослед посета одредили су намесници – Русија, па Аустро-Угарска. Посета је уговорена за јул, када ће краљу пратњи Ристића, председника владе Пашића, гувернера Мишковића, посланика Персијанија и војног агента Таубеа имати пријем у Кијеву, Москви и Санкт Петербургу. Краљ је свуда срдачно примљен, чиме су отклоњене све сумње да Русија ради о глави Обреновићима. Ипак, то што је цар напустио Петроград и упутио се пут Финске за време док је српски краљ још био у Русији, узет је и у Србији и у Аустро-Угарској као тотални фијаско Ристића и Пашића и као потврда да Русија Србију и даље сматра вазалном државом. Озбиљних политичких разговора није било, али се морална корист по династију, Намесништво и владу не може негирати. Руска штампа није пропустила прилику да позитивно оцени корак Намесништва и владе да доведу српског краља у Русију, у чему се види „излазак из погрешне сфере утицаја“ и проналажење правог пута за спољну политику Србије, после дугогодишњег трагања. Она негира писање немачке штампе да посета српског краља нема политичку позадину и тврди да је учињен важан корак за успостављање пријатељства између две земље, те да Русија подржава независност и слободан државни развој Србије. Ипак, руска штампа није отрпела да на учтив начин изрази своје неповерење према Ристићевој политици балансирања између АустроУгарске и Русије, Чак и план путовања, према којем се одмах из Русије путовало у Беч и Ишл, руске новине називају „дволичним маневром" Јована Ристића. За разлику од штампе, јавно мнење се с великим задовољством изражавало о тој посети. „Да Бог да да им је на срцу оно што им је на језику, писао је архимандрит Кирило првом намеснику из Москве, прослеђујући му гласине да се о краљевој женидби с млађом царевом ћерком већ говори као о свршеном чину.
Пашићеву оставку и Авакумовићеву владу Русија је примила с резервом. Први намесник је, у специјалном писму, објашњавао Гирсу како је дошло до кризе и пада Пашићеве владе, оптужујући „крајње“ радикале. Цар је потврдио да му је свеједно која је партија у Србији на власти, уколико поштује устав и ради у националном духу тј. није потчињена Аустрији. Када је дошло до изузетно заоштрених односа између намесника и радикала који су изгубили власт Ристић је молио руског посланика за посредовање и неку врсту гаранције да радикали неће подићи револуцију у земљи. Пашић је затим упозорен из Петрограда да не излази из оквира устава, Због ситуације у Србији, коју су руски дипломатски представници описивали као „пред грађански рат, првом намеснику је стигла порука од цара да је он „веома забринут" и „незадовољан“ оним што се у земљи дотађа. Ристић је обећао да ће се држати савета Русије и да мир у земљи неће бити нарушен. Истоветно је обећао и председник владе Авакумовић. Персијани је добио Пашићево обећање да ће смирити страсти у странци, а Пашићу је цар саветовао да се обрати лично краљу Александру и затражи заштиту, Пашић је то морао учинити преко намесника и зато је замисао пропала. Русија је са стране посматрала ситуацију у Србији све до избора фебруара 1893. године и до вести да је краљ Милан отишао у Бијариц да се помири с краљицом Наталијом. Последња вест је веома узнемирила Петроград, јер се очекивала нека непланирана акција бившег краља. Убрзо је дошло до пада Намесништва и Авакумовићеве владе, те је повратак радикала у лицу Докићевог кабинета Русија дочекала с олакшањем. Руски цар је, без обзира на кршење устава, превремено преузимање власти краља Александра поздравио као легитиман чин.

### Односи са балканским државама
Краљевско Намесништво и његове владе по питању националне политике нашли су се у процепу између жеља и могућности. Намерени да дају нови импулс идеји уједињења Срба, они су морали бити врло обазриви како према Аустро-Угарској, тако и према Турској, државама у којима је живео знатан део српског становништва. Обе царевине су биле изузетно осетљиве према било каквој манифестацији која би, макар и симболично, садржавала у себи националну српску идеју. Зато су будно мотриле на сваки потез Србије. Број и активности страних шпијуна у земљи није био занемарљив. Министар унутрашњих дела наложио је управнику вароши Ниша да посебно обрати пажњу на оне из Бугарске и Румуније и да му шаље сва сумњива писма која стижу у Србију из тих праваца и обратно. Управник се жалио министру да има проблем и са шпијунима које врбују страни конзули у Нишу, аустроугарски у првом реду, али и други. Аустро-Угарски конзул, каже се у извештају, њушка около и под изговором да иде у лов, прати вежбања српске војске на Мрамору, а турски вицеконзул одмах после скупа либерала у Нишу зна да је тамо изговорена здравица руском цару.
При томе, међународни положај Србије је почетком деведесетих година 19. века био крајње незавидан и неадекватан за отварање Источног питања, у шта су Србију пожурили да увере и Петроград и Беч. Војна и финансијска снага земље, с Намесништвом као прелазним обликом власти на челу, нису били ни изблиза довољни да се у Србији озбиљно мисли на потенцирање било каквог ратног сукоба. У престоним Беседама посебно се наглашава намера Намесништва и Владе да Србија буде фактор стабилности у региону, у пријатељству са свим суседима. Русија је дала Србији пушке, али није муницију, јер је проценила да Срби неће моћи да врате зајам од једног милиона рубаља за муницију из Туле. На касније захтеве из Србије да јој се финансијски помогне, Русија је остала нема. Она није желела да се стање на Балкану компликује. Тада су је окупирале завршне припреме закључивања француско-руског савеза, као и рад на обнављању Тројецарског савеза. Она је чак била сумњичава и према идеји зближавања балканских држава, страхујући да се њихов савез не образује под окриљем аустроугарске заштите.
Поред набројаних отежавајућих околности, ни односи с балканским државама нису били на завидном нивоу, мада су радикали интензивно заговарали балканску сарадњу као почетну тачку у решавању националног питања. Односи с Бугарском били су затегнути најпре због бугарских емиграната противника Стамбуловљевог режима, који су се настанили у Србији, а затим и због све учесталијих сукоба у пропагандном раду у Македонији. Српске владе су живеле у сталном страху да ће султан издати Бугарима берате за нова владичанска места и тиме угрозити виталне интересе српске националне политике која је ишла на то да обезбеди вардарску долину и излаз на море код Солуна. Гласине о могућем рату између Србије и Бугарске стално су демантоване из Београда, а пријатељство с источним суседом истицано је као приоритет српске политике на Балкану. Ипак, министар војни Прапорчевић ангажовао је неколицину људу који ће прелазити у Бугарску и извештавати га о кретању бугарске војске. Активности Бугарске на граници према Србији били су за све време трајања Намесништва предмет посебне пажње, тим пре што је намеснику Ристићу јављено из Пиротског округа да је највећи део округа пробугарски оријентисан и да Бугарска плаћа многе виђеније људе у пограничном појасу, председнике општина и сталне чланове Окружног одбора.
Због натегнутих односа са Софијом, радикалске владе су активирале однос с Грчком. У јуну 1891. године бивши председник грчке владе, Харилаос Трикупис, боравио је две недеље у Србији, Јавност се тада живо занимала могућностима стварања Балканске конфедерације. Трикупис је у јавним наступима био врло обазрив и академски настројен према том питању, док је у Београду, на Цетињу и у Софији прецизирао своје виђење решења Источног питања, и то удруживањем снага балканских земаља. Софија је одбила Трикуписов предлог, а Србија га је примила раширених руку. Њој је била неопходна сарадња с Васељенском патријаршијом у Цариграду у погледу онемогућавања захтева Бугара да добију нова владичанска места. Сава Грујић је за време својих мандата припремио терен и 1890. године, преко посланика у Цариграду Стојана Новаковића, покренуо преговоре са Маврокордатом, грчким представником у Турској. Пашић је наставио енергичније тим правцем, обновио је посланичко место у Атини и дао посланику Владану Ђорђевићу оквирне инструкције за преговоре. У Атини су, међутим, избегавали конкретне разговоре на тему српско-грчке сарадње у Македонији. Двогодишњи резултати српског посланика била су три састанка с грчким министрима на којима ништа није договорено, јер се друга преговарачка страна повукла без објашњења. Србија је зато поново укинула посланичко место у Атини. Куртоазна размена честитки о празницима и породичним прославама била је редовна појава између Намесништва и грчког краља, али даље од тога односи две земље нису напредовали.
Односи са Црном Гором свели су се на решавање егзистенцијалних питања бројних досељеника у Србију, од којих је прва група дошла крајем лета 1889. године. Погођени сушом и недостатком обрадиве земље, Намесништво и влада су засипани молбама за насељавање Црногораца. Министар Гавро Вуковић је тим поводом писао првом намеснику по личном налогу кнеза Николе. Корак даље је представљала Привремена трговачка конвенција између Србије и Црне Горе потписана је у фебруару 1892. године, али је тај акт имао искључиво политичку позадину, У марту 1893. године Београд је посетио син кнеза Николе, кнез Данило. Посланик из Беча је запазио да је та посета остала незапажена у Србији и да се комбинацији да млади црногорски кнез замени Обреновиће не придаје већа пажња.
Декларативно пријатељски, али у суштини лабави односи с балканским државама, приморавали су Србију да у време трајања Намесништва води обазриву и еластичну туркофилску политику. Додатни аргумент за такво опредељење био је изузетно ризичан положај Срба у Косовском вилајету, где су Срби били изложени злочинима Арбанаса, као и прогонима. Председник владе Грујић је већ 1890. године променио метод заштите сународника и уместо споразумевања с албанским главарима, захтевао од турских власти да својим поданицима, Србима, гарантује елементарну безбедност. На том путу било је пуно потешкоћа. Поред постојећих конзулата у Скопљу и Солуну, 1889. тодине отворени су конзулати у Битољу и Приштини. То је била порука тамошњим Србима да матица о њима води бригу и наговештава озбиљне мере у правцу заштите њихових права и личности. Међутим, после само седам месеци од отварања конзулата у Приштини, у атентату који је извршио Албанац из Приштине, убијен је конзул Краљевине Србије, Лука Маринковић. То је био јак ударац туркофилском правцу српске политике, која је услед недостатака алтернатива још читаву деценију вођена путем дипломатског општења с Портом и небројаним протестним нотама. Таква политика, међутим, није била плодоносна по Србију и српски народ у Турској.
За време Намесништва предузете су значајне мере на пољу националне политике, пре свега на организационом плану. Одељење за српске шко- ле и цркве изван Србије пренето је из Министарства просвете у Министарство иностраних дела, а културно-просветне заграничне активности су централизоване, За просветне послове изван Србије, упркос великој беспарици, издвојене су значајне новчане суме. У јавности се много говорило о националном духу, али то је била потреба за изражавањем до тада спутаваних емоција. Околности у међународним односима, финансијска и војна неспремност Србије и нестабилна унутрашња политичка ситуација налагали су државној управи велику обазривост. Намесници су у скупштинским беседама и у контактима са страним представницима стално подвлачили да су они ради да избегну све компликације и очувају мир на Балкану, који не само да Европа жели већ је он неопходан Србији, како би спровела планиране реформе.